# Ronald Pieper
Ronald Pieper (* 21. März 1948; † 26. August 2007) war ein Schweizer Segelsportler, Unternehmer und Investor.
Pieper war 1972 Teilnehmer an den Olympischen Sommerspielen in München. Er belegte in der Soling-Klasse den 20. Platz. 1987, 2001 und 2005 gewann er die Goldmedaille bei der Segel-Weltmeisterschaft in der 5,5-m-Klasse, zweimal zusammen mit Jochen Schümann.
Pieper stammte aus einer Industriellenfamilie. Er war bis zu seinem Tod Eigentümer und Geschäftsführer der Reppisch-Werke Dietikon sowie Verwaltungsrat der durch seinen Vater Willi Pieper 1975 übernommenen Franke Holding. Neben seiner aktiven Sportlerlaufbahn war Pieper Organisator des St. Moritz Match Race und der UBS Alinghi Swiss Tour sowie Präsident des Swiss Sailing Pool, einer Sponsorenvereinigung.
Er starb am 26. August 2007 in Pontresina GR an Herzversagen. Er ist in Risch ZG bestattet.